# 에이전트 퍼플

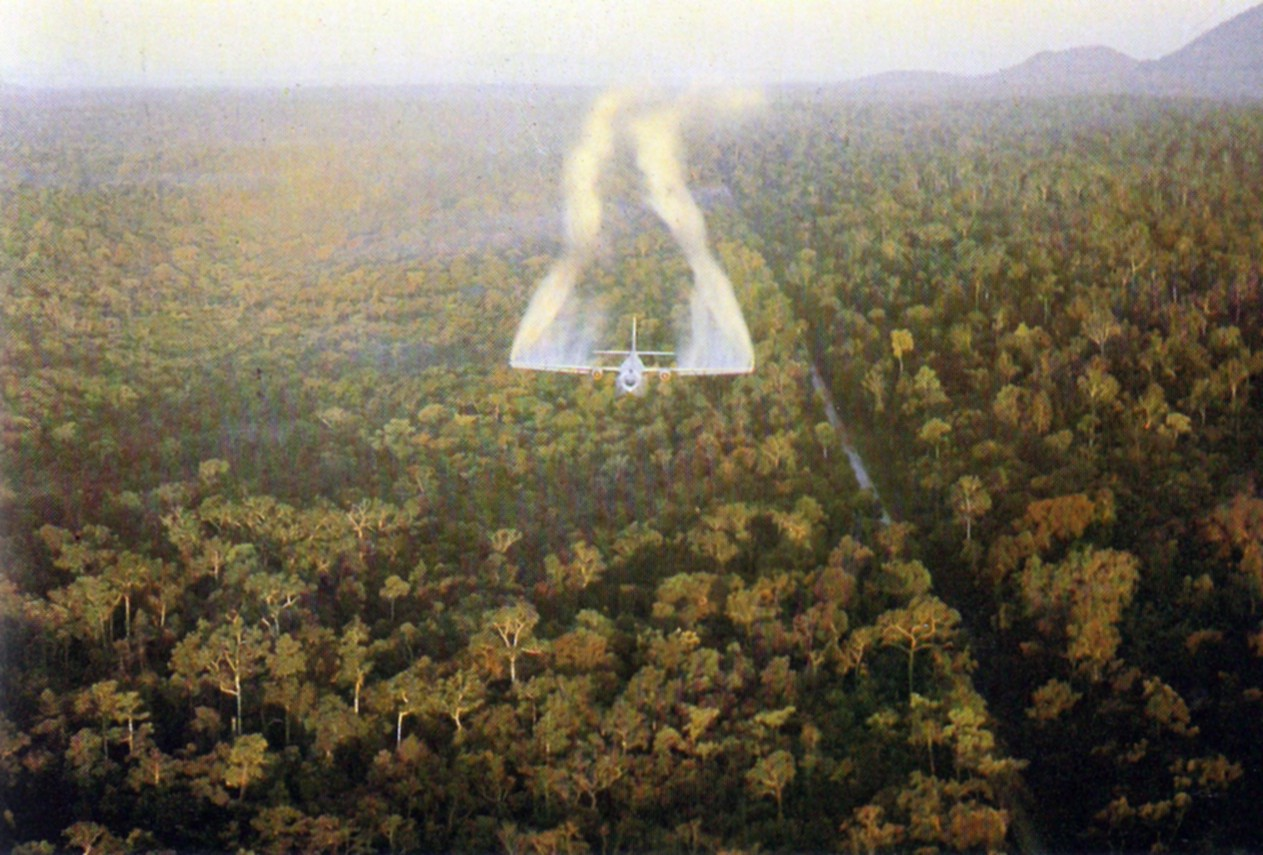
랜치 핸드 UC-123B기가 1962년 고엽제를 뿌리는 모습

에이전트 퍼플(Agent Purple)은 베트남 전쟁 기간 랜치 핸드 작전에서 미군이 사용한 강력한 제초제와 고엽제의 암호명이다. 이 이름은 내용물을 구분하기 위해 용기 주변에 두른 자주색 띠에서 온 것이다. 소위 악명높은 에이전트 오렌지와 함께 무지개 제초제라고 불리는 것 중의 하나이다.

## 개요
에이전트 퍼플은 화학적으로 더 잘린 에이전트 오렌지와 유사하며, 제초제 2,4-D와 2,4,5-T의 혼합물로 구성되어 있다. 에이전트 오렌지와 퍼플이 유독성, 지속성 물질인 다이옥신이 함유된 다양한 수준의 테트라클로로 디벤조 다이옥신 (TCDD)에 오염된 이후 발견된 것이다. 에이전트 퍼플은 에이전트 오렌지의 세 배에 이르는 수준의 다이옥신을 함유하고 있는 것으로 여겨지며, 에이전트 오렌지가 백만에 13개의 단위를 가지는 반면 이것은 45개 단위의 다이옥신을 함유하고 있다.
에이전트 퍼플 1962년과 1965년에 살포 프로그램의 초기 단계, 그리고 미군이 베트남 외부에서 실행한 초기 시험에서만 사용되었다.  베트남에서는 전체 50만 갤런(190만 리터)에 이르는 적은 양만 살포되었다.

## 같이 보기
- 랜치 핸드 작전
- 고엽제